# 帕特加蒂地区
帕特加蒂地区（英語：Patgati Union）是孟加拉国的一个地区，隶属于达卡专区戈巴尔甘尼县的汤基帕拉乌帕齐拉。该地的邮编为8121。當地面積32.47平方公里。